# .356TSW弾
.356TSW弾（英: .356Team Smith&Wesson）は、アメリカのスミス&ウェッソン社とフェデラル・カートリッジ社が共同開発した拳銃用弾薬である。

## 開発経緯
アメリカの警察関係者からの9x19mmパラベラム弾は威力不足であるという指摘を受け、同弾薬に勝る命中インパクトISPCピストル射撃競技向けの弾薬として、上記の二社によって1990年代前半に開発が進められ、1994年に発表となった。
しかし、命中インパクトが十分でないとされた事や、ISPCのルール変更に伴って使用禁止となった事も相俟って、最終的に生産中止となった。

## 特徴
全体的には9x19mmパラベラム弾の強化型で、薬莢長のみをそのまま19mmから21.5mm延長する事で大型化・強化しているが、寸法自体は同弾薬と殆ど同じである事から、9x19mmパラベラム弾用のマガジンへの装填も可能となっている。
当初のオリジナル弾薬は命中インパクトを増大させるためのフラットノーズ・フルメタル・ジャケット弾頭が装着されており、ピストル射撃競技において非常に重要な空中弾道性に優れていた。